# Brachyclados
Brachyclados  es un género con tres especies de plantas con flores en la familia de las Asteraceae. 

## Taxonomía
El género fue descrito por David Don y publicado en  Philos. Mag. Ann. Chem. 11: 391. 1832.

## Especies
- Brachyclados caespitosus (Phil.) Speg.
- Brachyclados lycioides D.Don
- Brachyclados megalanthus Speg.